# Schrattenbruck (Gemeinde Melk)
Schrattenbruck ist eine Ortschaft und eine Katastralgemeinde der Gemeinde Melk im Bezirk Melk in Niederösterreich.

## Geschichte
Der Ort gehört seit je her zum Einzugsbereich des Stiftes und des Marktes Melk, obwohl die südlich gelegene Schallaburg ebenso einen großen Einfluss ausübte. Im Mittelalter tauchen immer wieder Familienmitglieder der Sighartinger und deren Nebenlinien als Ministeriale und handelnde Personen auf, obwohl der Ort im Einfluss mehrerer Herrschaften liegt.
Die Grenze der Landgerichte von Melk und Schallaburg verlief entlang des Baches und damit mitten durch den Ort.
Laut Adressbuch von Österreich waren im Jahr 1938 in der Ortsgemeinde Schrattenbruck ein Gärtner, ein Gastwirt und einige Landwirte ansässig.